# Amusing the Amazing
Amusing the Amazing is een ep van de band Slo Burn die in 1996 werd uitgegeven. Op de ep staan vier nummers. Later werden er nog vijf nummers bijgevoegd die zijn opgenomen voor hun demotape. De ep is opgenomen in de geluidsstudio Rancho de la Luna.

## Tracklist
1. "The Prizefighter" (2:16)
2. "Muezli" (5:12)
3. "Pilot the Dune" (3:28)
4. "July" (4:51)

Onderstaande nummers zijn de vijf bijgevoegde nummers die eerder werden opgenomen voor hun demo.
- "Wheel Fall" (4:08)
- "Positiva" (4:25)
- "Cactus Jumper" (2:58)
- "Round Trip" (2:29)
- "Snake Hips" (3:49)